# Soliloquy

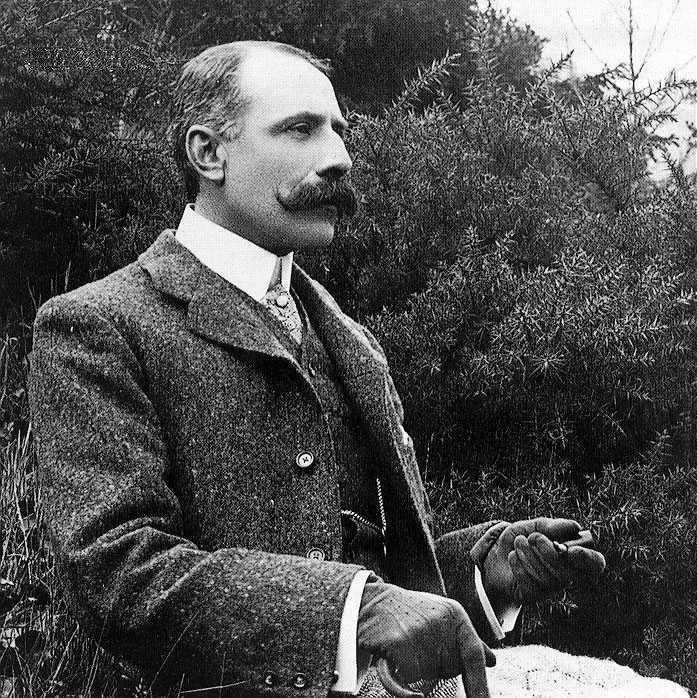
El compositor Edward Elgar

Soliloquy es una pieza para oboe acompañado de piano escrita en 1930 por el compositor inglés Edward Elgar. Fue el único movimiento que escribió de una proyectada suite para oboe y cuerdas que habría sido dedicada al célebre oboísta también inglés Léon Goossens.
Tras la muerte de Elgar en 1934, el manuscrito de la obra fue donado a la British Library. Fue otro compositor también inglés, Gordon Jacob, quien la orquestó, y finalmente fue estrenada en 1967.
En 1996, la versión original para oboe y piano fue publicada por la editorial Acuta Music. La orquestación de Jacob pertenece a la editorial ChesterNovello, que alquila las partes, pues la pieza no será de dominio público hasta 2038. Esto ha dificultado su difusión entre los oboístas.
Pese a ello, ha ido ganando popularidad gracias a las notables grabaciones realizadas por ASV en 2004 con su CD English Oboe Concertos, con la solista Ruth Bolister acompañada de la Elgar Chamber Orchestra dirigida por Stephen Bell; así como por Deutsche Grammophon en 2019 con su CD Longing for Paradise, con el solista Albrecht Mayer acompañado de la Bamberger Symphoniker dirigida por Jakub Hrůša.
Con una duración aproximada de cuatro minutos, la obra nos presenta una armonía de carácter exótico, mientras que el oboe realiza una melodía escrita a modo de cadencia.